# Bonifacia Rodríguez Castro
Bonifacia Rodríguez Castro (Salamanca, 6 giugno 1837 – Zamora, 8 agosto 1905) è stata una religiosa spagnola, fondatrice della congregazione delle serve di San Giuseppe. Beatificata nel 2003, è stata proclamata santa da papa Benedetto XVI nel 2011.

## Biografia
Bonifacia Rodríguez Castro nacque a Salamanca il 6 giugno 1837 da una famiglia di artigiani. I genitori, Juan e Maria Natalia, erano profondamente cristiani. La loro maggior preoccupazione era l'educazione cattolica dei sei figli, dei quali Bonifacia era la maggiore. La sua prima scuola fu la casa dei genitori, dove Juan, sarto, aveva il laboratorio di cucito. Iniziò a lavorare a quindici anni come operaia in una fabbrica di corde, poi aprì presso la propria abitazione un laboratorio per la fabbricazione di passamanerie.
Sotto la direzione del gesuita Francisco Butinyà i Hospital, nel 1874 diede inizio a una congregazione per l'assistenza alle operaie, approvata da papa Leone XIII nel 1901. Morì a Zamora l'8 agosto del 1905
Venne proclamata beata da papa Giovanni Paolo II nella basilica di San Pietro in Vaticano il 9 novembre 2003.
Il 27 marzo 2010 la Santa Sede ha decretato la miracolosità di una guarigione attribuita alla sua intercessione, consentendone la canonizzazione, la quale avvenne il 23 ottobre 2011 durante una celebrazione presieduta da papa Benedetto XVI in Piazza San Pietro.